# Fernando I da Áustria
Fernando I & V (Viena, 19 de abril de 1793 – Praga, 29 de junho de 1875) foi o Imperador da Áustria e Rei da Lombardia-Vêneto como Fernando I e também Rei da Hungria, Croácia e Boêmia como Fernando V de 1835 até sua abdicação em 1848 devido às Revoluções de 1848. Era o filho homem mais velho do imperador Francisco I e sua segunda esposa Maria Teresa da Sicília.
Fernando desde a infância possuía uma doença mental e assim era incapaz de governar pessoalmente seu império, com um conselho regencial sendo estabelecido após sua ascensão formado por seu tio o arquiduque Luís da Áustria e os políticos Franz Anton von Kolowrat e Klemens Wenzel von Metternich.
Fernando abdicou em dezembro de 1848 em favor de seu sobrinho Francisco José I devido a revoluções liberais, indo viver no Castelo de Praga até morrer aos 82 anos em 1875.

## Biografia

### Primeiros anos
Fernando era o filho mais velho de Francisco II, imperador do Sacro Império Romano (futuramente Francisco I da Áustria) e Maria Teresa de Nápoles e Sicília. Como resultado da proximidade genética dos seus pais (eram primos de primeiro grau), Fernando sofria de epilepsia, hidrocefalia, problemas neurológicos, e um transtorno da fala. Ele foi educado por José Kalasanz, barão de Erberg, e sua esposa Josefina, née Gräfin von Attems.

### Regência

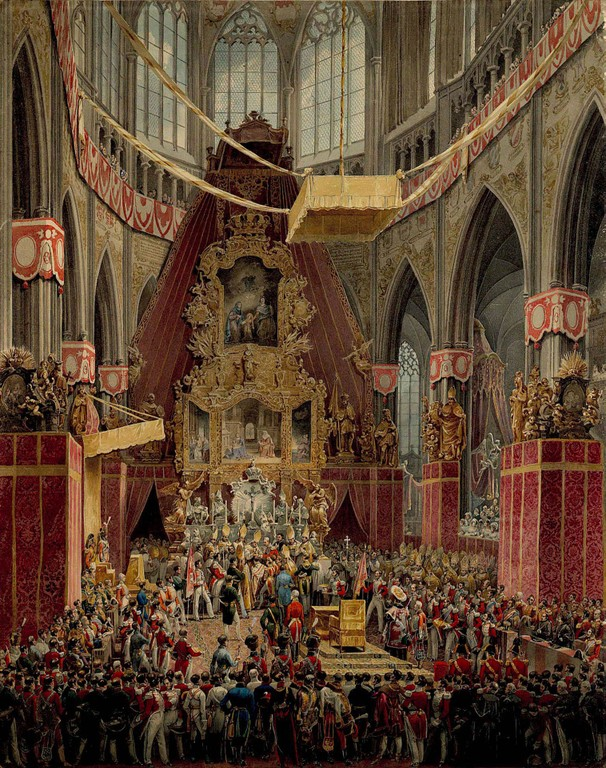
Coroação do rei Fernando V em Praga, 1836.

Fernando foi descrito como débil mental e incapaz de governar, mas, embora ele tivesse epilepsia, ele manteve um diário coerente e legível e foi dito ter tido uma inteligência afiada. Tendo em até vinte crises por dia, porém, restringiu severamente sua capacidade de governar com qualquer eficácia.
Embora ele não fosse declarado incapacitado, o conselho de um regente (Arquiduque Luís, Franz Anton von Kolowrat-Liebsteinsky e Klemens Wenzel von Metternich) dirigiram o governo. Seu casamento com a princesa Maria Ana de Saboia era provavelmente nunca foi consumado, nem ele acreditava ter tido quaisquer outras ligações. Quando ele tentou consumar o casamento, ele teve cinco convulsões. Ele é famoso por um comando coerente: quando sua cozinheira lhe disse que ele não poderia ter damasco dumplings (Marillenknödel) - porque damascos estavam fora de temporada - ele disse: "Eu sou o Imperador, e eu quero bolinhos!" (em alemão: Ich bin der Kaiser und ich vai Knödel!)

### Revolução de 1848
Como os revolucionários de 1848 estavam marchando sobre o palácio, ele pedia a Metternich uma explicação. Quando Metternich respondeu que eles estavam fazendo uma revolução, Fernando supostamente ter dito "Mas eles são autorizados a fazer isso?" (em alemão: Ja, dürfen's denn des?) Ele foi convencido por Felix zu Schwarzenberg a abdicar em favor de seu sobrinho, Francisco José (o próximo na linha era o irmão mais novo de Fernando, Francisco Carlos, mas ele foi convencido a renunciar aos seus direitos de sucessão em favor de seu filho), que iria ocupar o trono austríaco para os próximos 68 anos.
Fernando registrou os acontecimentos em seu diário: "O caso terminou com o novo imperador ajoelhado diante do seu antigo imperador e senhor, isto é, eu, e pedindo uma bênção, que eu dei a ele, colocando as duas mãos sobre a cabeça e fazer o sinal da Santa Cruz [...] Então eu lhe abracei e beijei o nosso novo mestre, e, em seguida, fomos para o nosso quarto. Depois eu e minha querida esposa ouvimos a Santa Missa [...] Depois que eu e minha querida esposa fizemos nossas malas."

### Últimos anos e Morte

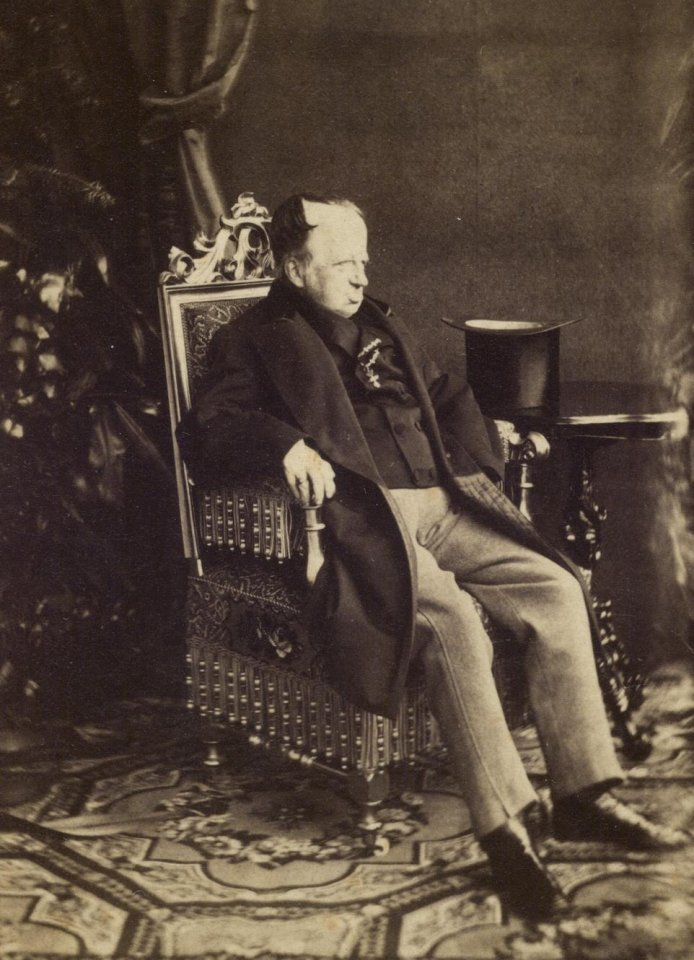
Fotografia do idoso Fernando datado de cerca de 1870.

Fernando foi o último rei da Boêmia para ser coroado como tal. Devido à sua simpatia com Boêmia (onde passou o resto de sua vida no Castelo de Praga) foi dado o apelido de "Fernando V, o Bom" (Ferdinand Dobrotivý, em tcheco). Na Áustria, Fernando foi semelhante apelidado de Ferdinand der Gütige (Fernando, o benigno), mas também ridicularizados como Gütinand der Fertige ([Bom]nando, o acabamento).
Ele está enterrado no túmulo número 62 na Cripta Imperial em Viena.